# Sterculia villifera
Sterculia villifera là một loài thực vật có hoa trong họ Cẩm quỳ. Loài này được Steud. miêu tả khoa học đầu tiên năm 1843.